# 中国瘰螈
中国瘰螈（学名：Paramesotriton chinensis）为蝾螈科瘰螈属的两栖动物，俗名水和尚、化骨丹，是中国的特有物种。分布于浙江、安徽、湖南、广东、广西等地，常生活于流水较急或较缓的流溪中以及或栖息在溪旁草丛和腐叶遮盖的潮湿地方。其生存的海拔范围为200至1200米。该物种的模式产地在浙江宁波。

## 亚种
- 中国瘰螈指名亚种（学名：Paramesotriton chinensis chinensis），Gray于1859年命名，是中国的特有种。分布于广东、浙江、安徽、湖南、福建、广西等地，常栖息于多在石子和泥沙底的溪流中以及或栖息在溪旁潮湿地方。其生存的海拔范围为  200至 1200米。该物种的模式产地在浙江宁波。[3]

香港瘰螈(Paramesotriton hongkongensis)一度被指為中国瘰螈香港亚种，Myers et Leviton于1962年命名，是中国的特有物种。分布于广东、香港等地，多生活于多在石子和泥沙底的溪流中以及或溪旁潮湿地方。该物种的模式产地在香港。　，但現根據其形態特徵和產卵期的不同，香港瘰螈又再次被定為獨立物種　